# La Muralla, Coahuila
La Muralla är en ort i Mexiko.   Den ligger i kommunen Jiménez och delstaten Coahuila, i den norra delen av landet, 1 100 km norr om huvudstaden Mexico City. La Muralla ligger 321 meter över havet och antalet invånare är 402.
Terrängen runt La Muralla är platt. Runt La Muralla är det mycket glesbefolkat, med 3 invånare per kvadratkilometer. La Muralla är det största samhället i trakten. Trakten runt La Muralla består i huvudsak av gräsmarker.